# Chalifan
Chalifan (kurd. خەلیفان) – miasto w Iraku, w muhafazie Irbil. W 2009 roku liczyło 18 146 mieszkańców.